# Ironman Maastricht-Limburg
De Ironman Maastricht-Limburg was een triatlon in de Nederlandse stad Maastricht, die van 2015 t/m 2018 jaarlijks, en in 2022 opnieuw werd gehouden over de afstand van 3,86 km zwemmen, 180,2 km wielrennen en 42,195 km (marathonafstand) hardlopen. Via deze wedstrijd uit het Ironman-circuit kon men zich plaatsen voor de Ironman Hawaï, die geldt als Ironman-wereldkampioenschap.

## Wedstrijden 2015-2022
Van 2015 t/m 2017 stond er in zowel de mannen- als vrouwenwedstrijd een professioneel veld aan de start. In 2018 gold de wedstrijd als Nederlands kampioenschap over de lange afstand en was er alleen een professioneel vrouwenveld. Van 2019 tot 2021 organiseerde Ironman geen hele triatlon in Maastricht, maar wel wedstrijden over kortere afstand. In 2021 vond een Ironman 70.3 ("halve Ironman") plaats. Nadat op zaterdag 6 augustus 2022 een halve Ironman had plaatsgevonden, vond op 7 augustus 2022 opnieuw een hele Ironman plaats, echter zonder atleten van profniveau. De in Maastricht woonachtige Jardy van den Heuvel won bij de mannen; bij de vrouwen was dat de Duitse Marit Bergmann. In maart 2023 maakte de organisatie bekend geen nieuwe Ironman meer in Maastricht te organiseren.

### 2018: Boei-incident
In 2018 moest een gang naar de rechter uitsluitsel bieden over de winst in de vrouwenwedstrijd van de Ironman Maastricht. Tijdens het zwemonderdeel misten de als eerste gefinishte Els Visser en als derde gefinishte Sonia Bracegirdle een boei na een verkeerde aanwijzing van de organisatie, waarvoor zij zes weken na de wedstrijddag werden gediskwalificeerd. Dit betekende dat de Ironman-titel en de Nederlandse titel doorschoven naar de als tweede gefinishte Yvonne van Vlerken. Acht maanden na de bewuste race bepaalde de Rechtbank Midden-Nederland echter dat de diskwalificatie onterecht was en kreeg Visser haar titels terug.

## Erelijst[6]

### Mannen
| Editie | Goud          | Tijd    | Zilver             | Tijd    | Brons           | Tijd    |
| 2015   | Bas Diederen  | 8:27.18 | Mark Oude Bennink  | 8:35.15 | Alberto Casadei | 8:38.04 |
| 2016   | Igor Amorelli | 8:28.17 | Mark Oude Bennink  | 8:33.44 | Bas Diederen    | 8:35.57 |
| 2017   | Michael Weiss | 8:18.09 | Michael Van Cleven | 8:23.27 | Bas Diederen    | 8:25.50 |
| 2018   | Pascal Ramali | 8:55.44 | Dirk Wijnalda      | 8:58.06 | Jan Bruns       | 9:03.43 |

### Vrouwen
| Editie | Goud               | Tijd    | Zilver                | Tijd    | Brons               | Tijd     |
| 2015   | Yvonne van Vlerken | 9:39.24 | Sarissa de Vries      | 9:58.44 | Carla van Rooijen   | 10:04.38 |
| 2016   | Mary Beth Ellis    | 9:24.42 | Saleta Castro Noguera | 9:51.07 | Tineke van den Berg | 10:03.30 |
| 2017   | Saleta Castro      | 9:37.17 | Brooke Brown          | 9:48.13 | Kate Comber         | 9:55.47  |
| 2018   | Els Visser         | 9:31.06 | Yvonne van Vlerken    | 9:34.55 | Sonia Bracegirdle   | 9:38.29  |